# Álvaro Ramos Vieira
Álvaro Ramos Vieira (Lages, 21 de julho de 1922) é um político brasileiro.
Filho de Álvaro Ramos Vieira e de Altina Ramos Vieira. Irmão de Laerte Ramos Vieira.
Filiado ao Movimento Democrático Brasileiro (MDB), foi deputado à Assembleia Legislativa de Santa Catarina na 6ª legislatura (1967 — 1971), como suplente convocado.